# Gantschach (Gemeinde Deutsch-Griffen)
Gantschach ist eine Ortschaft in der Gemeinde Deutsch-Griffen im Bezirk St. Veit an der Glan in Kärnten. Die Ortschaft hat 0 Einwohner (Stand 1. Jänner 2025).

## Lage
Gantschach liegt etwa 2 km Luftlinie nördlich des Gemeindehauptorts, auf dem Höhenzug, der das Griffenertal vom Glödnitztal trennt. Zur Ortschaft gehört das Haus Gantschach Nr. 3.

## Geschichte
Contschach wird 1305 urkundlich erwähnt. Der Ortsname stammt aus dem Slawischen und bedeutet bei den Winklern.
Ab Gründung der politischen Gemeinden Mitte des 19. Jahrhunderts gehörte Gantschach zur Gemeinde Deutsch-Griffen. Die ehemalige landwirtschaftliche Nutzfläche der früheren Höfe Oberer Gantschacher, Unterer Gantschacher, Zienegger und Gantschacherkeusche wurde im 20. Jahrhundert aufgeforstet. Bei der Kärntner Gemeindestrukturreform von 1973 kam der Ort an die damals neu errichtete Gemeinde Weitensfeld-Flattnitz, seit deren Auflösung 1991 gehört Gantschach wieder zur Gemeinde Deutsch-Griffen.

## Bevölkerungsentwicklung
Für die Ortschaft ermittelte man folgende Einwohnerzahlen:
- 1869: 6 Häuser, 31 Einwohner[4]
- 1880: 4 Häuser, 26 Einwohner[5]
- 1890: 3 Häuser, 41 Einwohner[6]
- 1900: 3 Häuser, 15 Einwohner[7]
- 1910: 3 Häuser, 15 Einwohner[8]
- 1923: 2 Häuser, 14 Einwohner[9]
- 1934: 13 Einwohner[10]
- 1961: 2 Häuser, 9 Einwohner[11]
- 2001: 0 Gebäude (davon 0 mit Hauptwohnsitz) mit 0 Wohnungen und 0 Haushalten; 0 Einwohner und 0 Nebenwohnsitzfälle[12]
- 2011: 1 Gebäude, 0 Einwohner, 0 Haushalte, 0 Arbeitsstätten[13]
- 2021: 1 Gebäude, 0 Einwohner, 0 Haushalte, 0 Arbeitsstätten[14]